# Tristan Thielmann
Tristan Thielmann (* 1971) ist ein deutscher Medienwissenschaftler.

## Leben
Er studierte Medienwissenschaft, European Media and Cultural Studies sowie Experimentelle Mediengestaltung und wurde in der Kommunikationswissenschaft promoviert. 2008 war Thielmann Visiting Fellow der Software Studies Initiative an der University of California, San Diego und 2011/12 Visiting Fellow am Comparative Media Studies Program des Massachusetts Institute of Technology. Er ist Professor für Science and Technology Studies an der Universität Siegen. 
Seine Forschungsschwerpunkte sind Mediengeographien und Medienmethodologien, Navigation and Software Studies sowie kulturelle Karto- und Technographien.